# Schloss Pettenbach

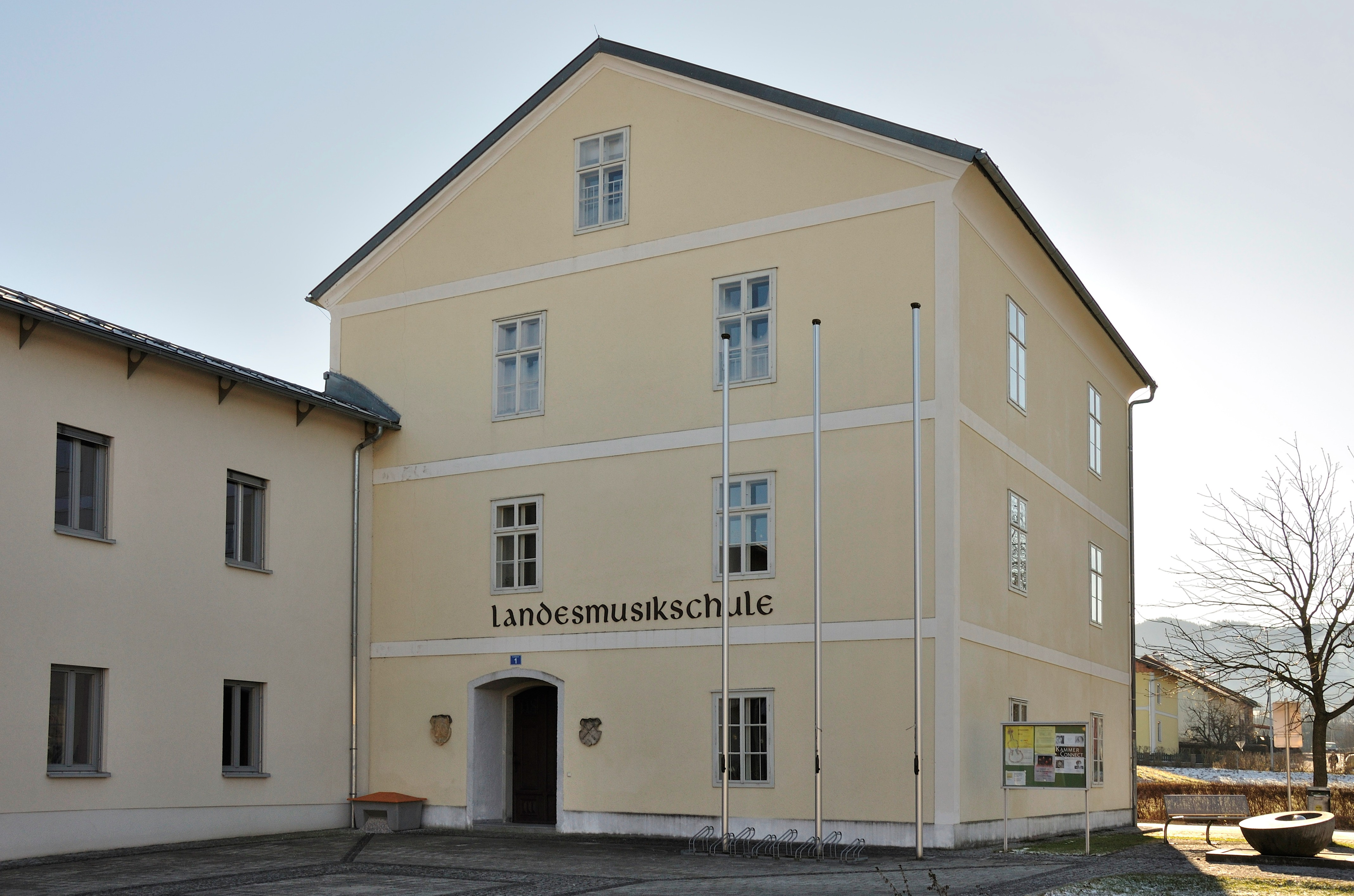
Schloss Pettenbach heute

Das Schloss Pettenbach liegt in der gleichnamigen Gemeinde im Bezirk Kirchdorf von Oberösterreich (Schlößlplatz 1).

## Geschichte

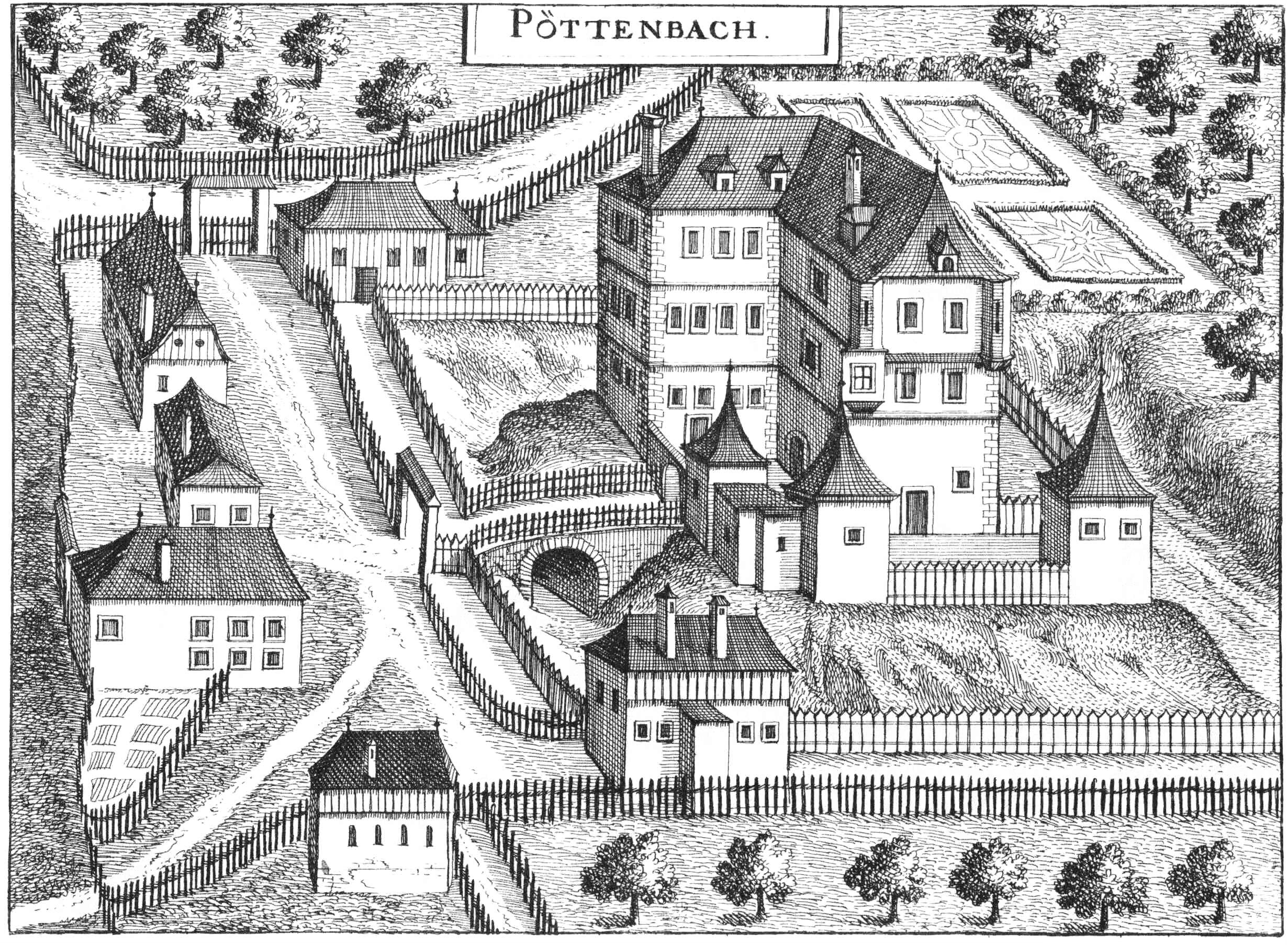
Schloss Pettenbach nach einem Stich von Georg Matthäus Vischer aus dem Jahre 1674

Pettenbach gehörte um 777 zum Dotationsgut von Kloster Kremsmünster („Petinbach“), das hier ein eigenes Amt unterhielt. 1236 wird ein miles Heinricus de petempah genannt, der vermutlich Lehensinhaber dieses Amtes war. Ein Hertel von Pettenbach besaß den Sitz als eigenes Lehen. Dieser hatte den Polheimschen Eigenmann Rudolf den Dorn erschlagen. Nach diesem Hertel scheint der Sitz verlassen worden und verfallen zu sein. 1431 erlaubte Herzog Albrecht V. dem Leopold Meuerl zu Leombach, an der Stelle des abgekommenen Sitzes eine Kapelle aufzurichten. Dieses Bauwerk macht auch heute noch den Kern des Schlosses aus. 1469 war Ulrich Hassendorfer, Richter des Landgerichtes „am Moos“ Besitzer des Schlösschens. 1520 kam Pettenbach zur Herrschaft Seisenburg, damals im Eigentum der Kirchberger. 1605 kam die Seisenburg mit allem Zubehör an Achaz Fenzl, 1615 erbte Felizitas Fenzl den Besitz. Da sie mit Gottlieb Engl von Wagrain verheiratet war, kam auch Schloss Pettendorf an die Wagrainer. 1670 und 1684 wurden Gottfried bzw. Franz Engl von Wagrain mit Pettenbach belehnt. Seit 1752 wurde Pettendorf als Teil von Seisenburg nicht mehr als eigener adeliger Sitz angesehen und scheint in der Landtafel nicht mehr auf.

## Schloss Pettenbach früher und heute
Wie auf dem Stich von Georg Matthäus Vischer von 1674 zu erkennen ist, war das Schloss ein dreigeschoßiger Hakenbau, der von Gräben umgeben und durch Ecktürme und einen Palisadenzaun geschützt war. Zu dem Schloss führte eine feste Brücke. Das ehemalige Schloss ist auch heute noch ein zwei- bzw. dreigeschoßiger Hakenbau. An der Vorderfront des Haupttraktes finden sich Reliefwappen der Kirchberger (von 1573) bzw. des Achaz Fenzl (von 1605). An drei Seiten ist noch ein Graben zu erkennen, der den früheren wehrhaften Charakter der Anlage deutlich macht. Von den früheren Türmen und der außerhalb des Schlosses gelegenen Parkanlage ist nichts mehr erhalten.
Aus dem Schloss wurde im 19. Jahrhundert der Pfarrhof von Pettenbach. Nach dem Neubau eines Pfarrhofes kam das baufällig gewordene Schlösschen 1876 an die Gemeinde, die es renovieren ließ, um dort das Gemeindeamt unterzubringen. Seit 1987 ist hier die Musikschule Pettenbach untergebracht.